# Парасинагога
Парасинаго́га, или самочинное сборище (греч. παρασυναγωγή от греч. πᾰρά — рядом и греч. συνᾰγωγή — собрание, лат. falsa synagoga, фальшивая синагога, лат. illicitus conventus, незаконное собрание) — параллельное церковное общество, не делающее ложных утверждений о вере, но отделившееся от законной церковной организации. Является разделением в церкви, когда какой-либо из непокорных епископов или пресвитеров, вместе с простым народом, собирают отдельные от церкви молитвенные собрания, например, когда духовное лицо, запрещенное в священнослужении подлежащею духовною властью и не желающее подчиниться ей, соберет вокруг себя иных, отделится от кафолической церкви и начнет самочинно священнодействовать. Один из трех видов разделения в церкви, наряду с ересью и расколом. Понятие введено святителем Василием Великим в послании к епископу Амфилохию Иконийскому, это послание затем было разделено на правила и вошло в состав правил Православной Церкви. Вышеназванное определение парасинагоги Василия Великого говорит о тех в духовных лицах, которые обходят своих законных епископов и самочинно хотят служить в церкви, против них издано было много правил: это 31-е правило святых апостол; 18-е правило IV Вселенского собора; 31-е правило VI Вселенского собора и другие.